# Institut Arbeit und Technik

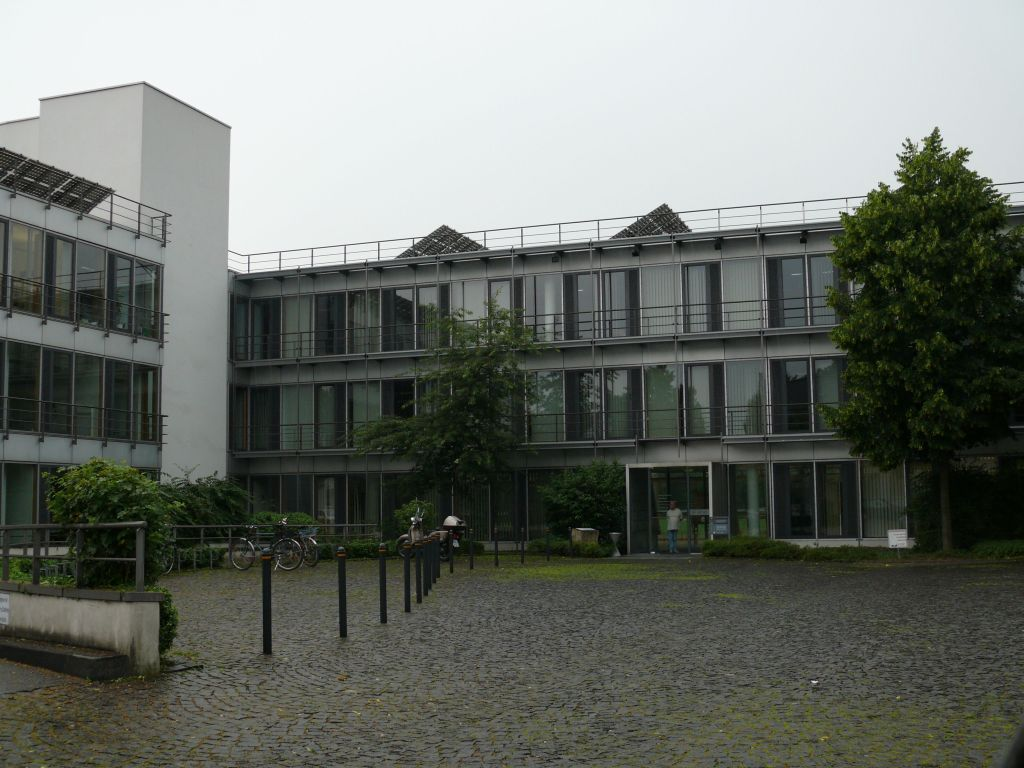
Sitz des Institut Arbeit und Technik

Das Institut Arbeit und Technik (IAT) ist ein anwendungsorientiertes Forschungsinstitut der Westfälischen Hochschule mit Sitz im Wissenschaftspark Gelsenkirchen in Gelsenkirchen-Ückendorf.

## Entstehung und Geschichte
Das IAT wurde im Jahr 1988 als Teil des Wissenschaftszentrums NRW gegründet. Das Gelsenkirchener Institut war eines von drei Landesinstituten neben dem Kulturwissenschaftlichen Institut Essen und dem Wuppertal Institut für Klima, Umwelt, Energie. 2006 beschloss die Landesregierung NRW, diese Landesinstitute institutionell mit Hochschulen des Landes zu verbinden. Das IAT ist seit dem 1. Januar 2007 eine zentrale wissenschaftliche Einrichtung der Westfälischen Hochschule Gelsenkirchen Bocholt Recklinghausen in Kooperation mit der Ruhr-Universität Bochum.

## Wissenschaftliches Profil
Das Institut versteht sich als eine Forschungs- und Entwicklungseinrichtung, deren wissenschaftliches und praktisches Interesse der Organisation von Wissen und Innovation für nachhaltigen Wohlstand und Lebensqualität gilt. Das IAT ist nicht nur in der Grundlagen-, sondern auch in der Anwendungsforschung aktiv. Dabei liegt der Fokus des IAT auf der Entwicklung, Steuerung und Diffusion von innovativen und nachhaltigen Lösungen.

### Forschungsschwerpunkte
- Der Forschungsschwerpunkt Arbeit & Wandel setzt sich mit dem Wandel der Arbeit und dem Wandel durch Arbeit auseinander. Ein besonderer Fokus liegt auf der personenbezogenen sozialen Dienstleistungsarbeit. Die Forschungs- und Entwicklungsprojekte zielen auf Strategien, Methoden und Instrumente für die Aufwertung sozialer Dienstleistungsarbeit, auf Konzepte für eine präventionsorientierte und kompetenzfördernde Arbeitsgestaltung sowie auf neue Wege der Arbeitsmarktintegration in den sozialen Dienstleistungsberufen.

- Der Forschungsschwerpunkt Gesundheitswirtschaft & Lebensqualität behandelt die Themen Monitoring von Trends und Innovationen in der Gesundheitswirtschaft, Gestaltung von Systemlösungen für eine verbesserte Prävention, Heilung und Pflege, Gesundheitsregionen, Altern, demografischer Wandel und seine Auswirkungen auf Wirtschaft und Gesellschaft. Ziel ist es, die Aussichten der Gesundheitswirtschaft für mehr Lebensqualität, gute Arbeit und nachhaltige Wettbewerbsfähigkeit zu verbessern und Innovationsbarrieren zu überwinden.

- Eingebettet in das Leitmotiv „Innovation neu denken“ ist ein Innovationsverständnis, welches nach dem Beitrag von Innovationen zur Bewältigung gesellschaftlicher Herausforderungen fragt, ein Fokus der Arbeiten des Forschungsschwerpunkts Innovation, Raum & Kultur. Damit einher geht die Erforschung neuer Innovationsformen und die Entwicklung unterstützender Instrumente und Strategien zur Innovationsförderung, ebenso wie die Erforschung des verbundenen sektoralen und regionalen Wandels. Themenfelder sind u. a. Innovationsökosysteme, Messung (sozialer) Innovationen, Wertschöpfungsnetzwerke, partizipative Governance, Akteure und Wissensdynamiken.

- Ziel des Forschungsschwerpunktes Raumkapital ist es, durch Forschung, Entwicklung und Begleitung einen Beitrag zur nachhaltigen Entwicklung von Räumen und der Schaffung gleichwertiger Lebensbedingungen zu leisten. Raumkapital bezieht sich auf das endogene Potenzial von Regionen und berücksichtigt insbesondere die Chancen, die sich in demographisch und ökonomisch schrumpfenden Räumen ergeben. Forschungsthemen sind die Bereiche Raum und Finanzen, Strukturpolitik, Stadterneuerung und Urbane Produktion sowie Zivilgesellschaft und alternative Ökonomien.

Die vier Forschungsschwerpunkte werden ergänzt durch Studiengruppen, in denen die Wissenschaftler des Institutes mit Angehörigen der Ruhr-Universität Bochum und der Westfälischen Hochschule Gelsenkirchen Bocholt Recklinghausen zusammenarbeiten. 2019 existieren die Studiengruppen Life Long Learning, CultNature sowie Industriepolitik.

## Projekte
Das Institut ist vor allem im Bereich der wissenschaftlichen Politik- und Unternehmensberatung tätig. Die Forschungsergebnisse des IAT sind immer wieder Gegenstand von Presseberichten im Zusammenhang mit aktuellen politischen Diskussionen. Neben regionalen Projekten, die sich mit der Situation im Ruhrgebiet auseinandersetzen, werden auch internationale Kooperationsprojekte bearbeitet, häufig mit Förderung der EU.
Die Projekte, die aktuell laufen bzw. seit 2007 bearbeitet wurden, widmeten sich folgenden Themen: Alternde Gesellschaft, Arbeit und Qualifizierung, Cluster und Netzwerke, E-Health, E-Learning, Gesundheitsregionen, Gesundheitsstandort Haushalt, Digitalisierung, Innovationsbiografien, innovative Räume, Internationalisierung in der Gesundheitswirtschaft, Migration und Integration, Soziale, technische und organisatorische Innovationen, sozialpartnerschaftliche Beziehungen, Strukturpolitik, Strukturwandel, Trend- und Innovationsmonitoring, Versorgungsdesign und -strukturen, Wertschöpfungsketten.